# Fortaleza del Tocco
La Fortaleza del Tocco es una fortaleza de época del reino de Sicilia español del siglo XVI, situada en Acireale, Sicilia, Italia.

## Historia
Después de la batalla de Lepanto en 1571, los piratas berberiscos continuaron atacando la costa siciliana. En 1582, Uluç Ali intentó asaltar Acireale. Aunque el ataque no tuvo éxito, la población temió nuevos ataques y comenzó a fortificar la zona.
Los españoles (entonces gobernantes del Reino de Sicilia ) construyeron la Fortaleza del Tocco entre 1592 y 1616. El fuerte fue diseñado por Camillo Camilliani y Vincenzo Geremia. Otras fortificaciones cercanas que también se construyeron en la misma época que la Fortezza del Tocco incluyen la Torre Alessandrano, la Torre di Sant'Anna y la Garitta di S. Tecla.
Se realizaron algunas modificaciones en el fuerte a principios del siglo XVII. Repelió un ataque francés en 1675.
El fuerte perdió su importancia y fue desmantelado en el siglo XIX. Sus últimos cañones fueron retirados en 1834, y trasladados a la Pinacoteca Zelantea de Acireale, donde permanecen hoy en día.
Desde 1999, el fuerte y sus alrededores son una reserva natural. Está abierto al público.